# Bloqueo de VPN

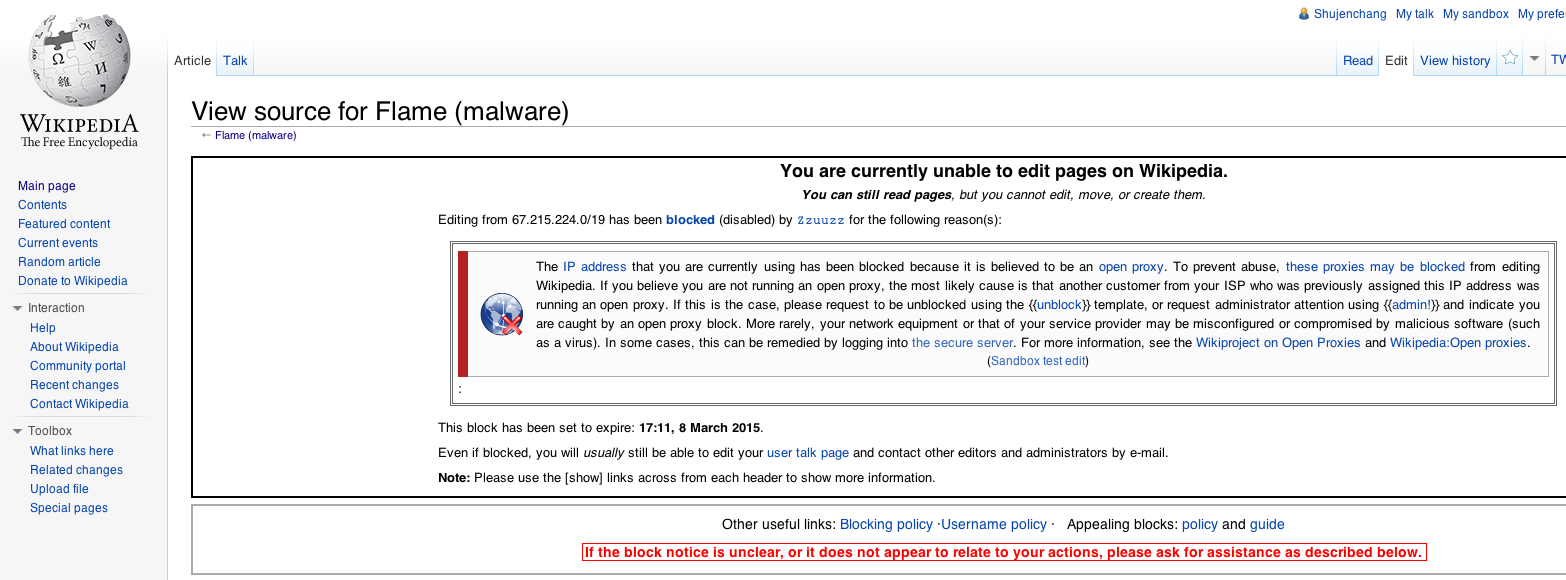
Captura de pantalla de Wikipedia : IP de VPN bloqueada por algunos proyectos de la Fundación Wikimedia

El bloqueo de VPN es una estrategia empleada para obstruir las técnicas de comunicación de túneles de protocolo cifrado empleadas por sistemas de redes privadas virtuales (VPN). Generalmente, es implementada por entidades de gran envergadura, como gobiernos nacionales o corporaciones, y puede funcionar tanto como una medida de seguridad informática como una forma de censura en internet al impedir el uso de VPN para eludir los sistemas de cortafuegos de una red.

## Descripción
El bloqueo del acceso a VPN se puede llevar a cabo mediante diversas estrategias. Los administradores del sistema pueden cerrar los puertos utilizados por los protocolos de túnel VPN comunes, como PPTP o L2TP, con el fin de impedir que se establezcan conexiones y se transfieran datos a través de ellos en redes específicas. De manera similar, un servicio puede restringir el acceso bloqueando direcciones IP y rangos de direcciones IP conocidos de proveedores de VPN. Además, algunos gobiernos optan por bloquear todo acceso a direcciones IP extranjeras, ya que el uso de VPN puede implicar la conexión a hosts remotos que operan fuera de la jurisdicción de dicho gobierno. Esta es otra técnica que se utiliza para limitar el uso de VPN en sus territorios. 
Conforme las organizaciones han intensificado sus esfuerzos para bloquear el acceso VPN que burla sus firewalls, los proveedores de VPN han respondido mediante el uso de técnicas más sofisticadas para que sus conexiones sean menos detectables. Por ejemplo, cuando el gobierno chino empezó a emplear la inspección profunda de paquetes para identificar protocolos VPN, la empresa Golden Frog comenzó a cifrar los metadatos de paquetes OpenVPN para su servicio VyprVPN, que es muy popular, en un intento por eludir la detección.

## Uso gubernamental

### Porcelana
A partir de mayo de 2011, los usuarios de Internet en China comenzaron a notar conexiones VPN inestables al intentar acceder a sitios web y servicios extranjeros, como la App Store de Apple. En respuesta a esta situación, universidades y empresas emitieron avisos instando a los usuarios a dejar de utilizar herramientas para eludir el cortafuegos.
A finales de 2012, las empresas que ofrecían servicios VPN afirmaron que el Gran Cortafuegos de China había logrado "aprender, descubrir y bloquear" los métodos de comunicación cifrados utilizados por varios sistemas VPN diferentes.
En 2017, el gobierno chino emitió una orden que requería que los operadores de telecomunicaciones bloquearan el uso de VPN por parte de los ciudadanos antes de febrero de 2018.

### India
En 2022, el gobierno de la India anunció que los proveedores de VPN debían conservar una variedad de datos de usuario durante al menos cinco años. Como resultado de esta nueva regulación, muchos proveedores de servicios VPN retiraron sus servidores físicos de la India y optaron por operar servidores virtuales. Esto permite a los usuarios seguir conectándose a ubicaciones dentro de la India, pero sin estar sujetos a la jurisdicción de la ley india.

### Irán
El gobierno de Irán inició la restricción del acceso a VPN no autorizadas por el gobierno en marzo de 2013, poco antes de las elecciones de ese año, con el propósito de "someter a los usuarios que contravienen las leyes estatales" y de "llevar a los infractores ante los tribunales nacionales bajo la supervisión del poder judicial". Se informa que el uso de VPN aprobadas por el gobierno resultó en la vigilancia y examen de datos privados.

### Rusia
En julio de 2017, la Duma estatal rusa aprobó una legislación que requiere a los proveedores de servicios de Internet bloquear los sitios web que ofrecen servicios de VPN con el objetivo de prevenir la propagación de "material extremista" en la red. La implementación exacta de esta regulación no está del todo clara, aunque parece que tanto el Servicio Federal de Seguridad (FSB) como los proveedores de servicios de Internet (ISP) están encargados de identificar y tomar medidas contra las VPN. Hasta noviembre de 2017, se aclaró que Rusia no había prohibido por completo el uso de las VPN. La restricción se aplica solamente cuando se intenta acceder a sitios web que ya han sido bloqueados por Roskomnadzor, la entidad reguladora de las telecomunicaciones y los medios en Rusia. Se permite el uso de VPN con fines comerciales o personales para acceder a sitios legales dentro de Rusia.
En 2021, Rusia prohibió varios proveedores de servicios VPN y presionó a Google para eliminar los sitios web de VPN de su lista, a pesar de que los ciudadanos rusos continuaron descargando y utilizando VPN.

### Siria
Después del levantamiento de 2011, el gobierno de Siria implementó una inspección profunda de paquetes con el fin de bloquear las conexiones VPN. La censura se dirigió específicamente hacia varios protocolos VPN, incluyendo OpenVPN, L2TP y PPTP.

### Pakistán
El gobierno de Pakistán emitió un aviso a los proveedores de servicios VPN para que registren sus direcciones IP; de lo contrario, amenazó con bloquear sus servicios VPN de manera similar a lo que ocurre en China.

### Turquía
En un esfuerzo por restringir el uso de las redes sociales por parte de sus ciudadanos, el gobierno de Turquía ha explorado la posibilidad de prohibir por completo las aplicaciones VPN. El Partido Movimiento Nacionalista presentó un proyecto de ley que incluye esta prohibición en julio de 2020.

## Bloqueo de VPN por servicios en línea

### Hulu
En un esfuerzo por evitar el acceso no autorizado de usuarios que se encuentran fuera de los Estados Unidos, Hulu comenzó a bloquear a los usuarios que intentaban acceder al sitio desde direcciones IP asociadas a servicios VPN en abril de 2014. Sin embargo, esta medida también afectó el acceso de usuarios legítimos que se encontraban dentro de los Estados Unidos y utilizaban VPN por motivos de seguridad. Proveedores de VPN como VikingVPN, NordVPN y TorGuard anunciaron que buscarían soluciones para este problema en beneficio de sus clientes. Esto incluyó la comunicación directa con Hulu en busca de una solución y la implementación de más direcciones IP dedicadas, respectivamente.

### Netflix
En septiembre de 2014, Netflix se enfrentó a presiones de los principales estudios cinematográficos para bloquear el acceso a través de VPN, ya que alrededor de 200,000 suscriptores australianos utilizaban Netflix a pesar de que aún no estaba oficialmente disponible en Australia. El acceso a través de VPN a Netflix, al igual que a otros servicios de transmisión, permitía a los usuarios ver contenido de manera segura o mientras se encontraban fuera de su país. Los usuarios de Netflix también han utilizado VPN como una forma de eludir los esfuerzos de limitación realizados por proveedores de servicios, como Verizon. Es importante destacar que todas las VPN pueden afectar la velocidad de la conexión a Internet al intentar transmitir contenido de Netflix. Sin embargo, en algunos casos, el uso de una VPN puede mejorar la conexión si el proveedor de servicios de Internet del usuario ha estado limitando el tráfico de Netflix. Hasta junio de 2018, la prohibición de VPN y proxies de Netflix continuó en vigor. El CEO de Netflix, Reed Hastings, comentó en 2016 sobre el mercado de VPN en su conjunto: "Es una minoría muy pequeña pero bastante vocal. Es realmente intrascendente para nosotros".

### BBC iPlayer
En octubre de 2015, la BBC comenzó a bloquear a los usuarios que se conectaban a través de VPN. La BBC implementó esta medida al poder detectar conexiones VPN mediante el monitoreo de la cantidad de conexiones simultáneas procedentes de cada dirección IP. Si el número de conexiones desde una misma IP se volvía inusualmente alto, la BBC bloquearía futuras conexiones desde esa dirección IP infractora.
BBC iPlayer sigue sin estar disponible para los titulares de licencias de TV del Reino Unido que intentan acceder al servicio desde otros países de la Unión Europea. La BBC expresó su interés en permitir que los titulares de licencias del Reino Unido accedan a BBC iPlayer mientras están de vacaciones y agradeció la regulación de la Unión Europea por contribuir a hacer esto posible.

### Threads
La plataforma de Meta, Threads, comenzó a bloquear a los usuarios de la Unión Europea que utilizaban VPN para eludir las restricciones de acceso al servicio, las cuales se habían implementado debido a las preocupaciones relacionadas con la privacidad de la aplicación.